# Naturreservat Stepnoi
Das Naturreservat Stepnoi (russisch государственный природный заказник Степной) ist ein Schutzgebiet im Rajon Liman im Oblast Astrachan bei dem Dorf Zenzeli und in der Nähe des Mündungsgebiets der Wolga ins Kaspische Meer in Russland. Das Reservat grenzt an im Westen an Kalmückien. Die nächstgelegene größere Stadt ist Astrachan, die sich rund 90 Kilometer entfernt im Nordosten befindet.

## Ökoregion
Die Vegetation des Naturreservats besteht vor allem aus Steppen mit wenigen waldartigen Abschnitten. Echtes Federgras (Stipa pennata) ist eine charakteristische Pflanze im Reservat. Auf dem Gelände befinden sich zahlreiche Artesische Brunnen. Diese sind für die im Gebiet lebenden Tiere von großer Bedeutung, da sie nahezu die einzigen verfügbaren Trinkwasserreservoirs darstellen. Das an die Oberfläche gelangende Wasser ist kein reines Süßwasser, da es einige Mineralstoffe enthält. Dies bietet für die Tiere den Vorteil, dass sie die benötigten Mineralstoffe beim Trinken gleich mit aufnehmen. Es wurde festgestellt, dass im Besonderen männliche Saigas (Saiga tatarica) die mineralhaltigen Quellen aufsuchen.

## Fauna
Die Fauna im Naturreservat Stepnoi wird in erster Linie von Tieren besiedelt, die offenes, steppenartiges Gelände bevorzugen. Die Leitung des Reservats veranstaltet regelmäßig Touren zur Wildtierbeobachtung, wobei die hier günstigen Beobachtungsmöglichkeiten für Saigaantilopen im Mittelpunkt stehen, deren Bestand im Jahr 2019 rund 6000 Individuen betrug. Die Beobachtungen werden aus verborgenen Unterständen organisiert, um die Tiere möglichst wenig zu stören. Neben den Saigas leben im Reservat u. a. außerdem die folgenden Säugetierarten: Kaspischer Wolf (Canis lupus campestris), Rot- (Vulpes vulpes) und Steppenfuchs (Vulpes corsac), Asiatische Wildkatze (Felis lybica ornata), Tiger- (Vormela peregusna) und Steppeniltis (Mustela eversmanii), Eigentlicher Langohrigel (Hemiechinus auritus), Mittagsrennratte (Meriones meridianus), Großer Pferdespringer (Allactaga major), Raufuß-Springmaus (Dipus sagitta), Westliche Dickschwanzspringmaus (Stylodipus telum), Levante-Wühlmaus (Microtus socialis) sowie Kleinziesel (Spermophilus pygmaeus).
Zu den im Reservat vorkommenden Vogelarten zählen u. a. Steppenadler (Aquila nipalensis), Kaiseradler (Aquila heliaca), Adlerbussard (Buteo rufinus), Rohr- (Circus aeruginosus) und Steppenweihe (Circus macrourus), zuweilen auch Gänse- (Gyps fulvus) und Mönchsgeier (Aegypius monachus), Zwergtrappe (Tetrax tetrax) sowie Jungfernkranich (Anthropoides virgo). Außerdem können weitere am Wasser lebende Vögel sowie eine Vielzahl an Singvogelarten beobachtet werden.

## Saiga-Schutzgebiet
Ein Schwerpunkt im Naturreservat Stepnoi ist der Schutz der Saigaantilopen. Diese Art war in den 1920er Jahren wegen starker Bejagung nahezu ausgerottet. Rechtzeitig ergriffene Schutzmaßnahmen bewirkten ein Ansteigen der Populationen. Die Größe der meisten Saiga-Populationen ist dennoch weiterhin niedrig. Einer der Hauptgründe dafür ist das Ungleichgewicht im Geschlechterverhältnis. Selektive Wilderei für Hörner führte zu einer deutlichen Abnahme der Anzahl erwachsener Männchen, die in einigen Gebieten lediglich 0,1 % betrug. Aufgrund der kontinuierlichen Überwachung des Geschlechterverhältnisses konnte ein Anteil an männlichen Saigas im Naturreservat Stepnoi von rund 20 % erreicht werden. Beobachtungen und Zählungen der Tiere sind an den regelmäßig frequentierten artesischen Brunnen gut möglich. Im Mai 2015 besuchten beispielsweise durchschnittlich 500 Saigas pro Tag die Wasserstellen, die maximal aufgezeichnete Anzahl von Einzeltieren an einem Tag betrug 3500.

## Galerie
Die nachfolgenden Bilder zeigen Impressionen und Tiere aus dem Naturreservat Stepnoi:

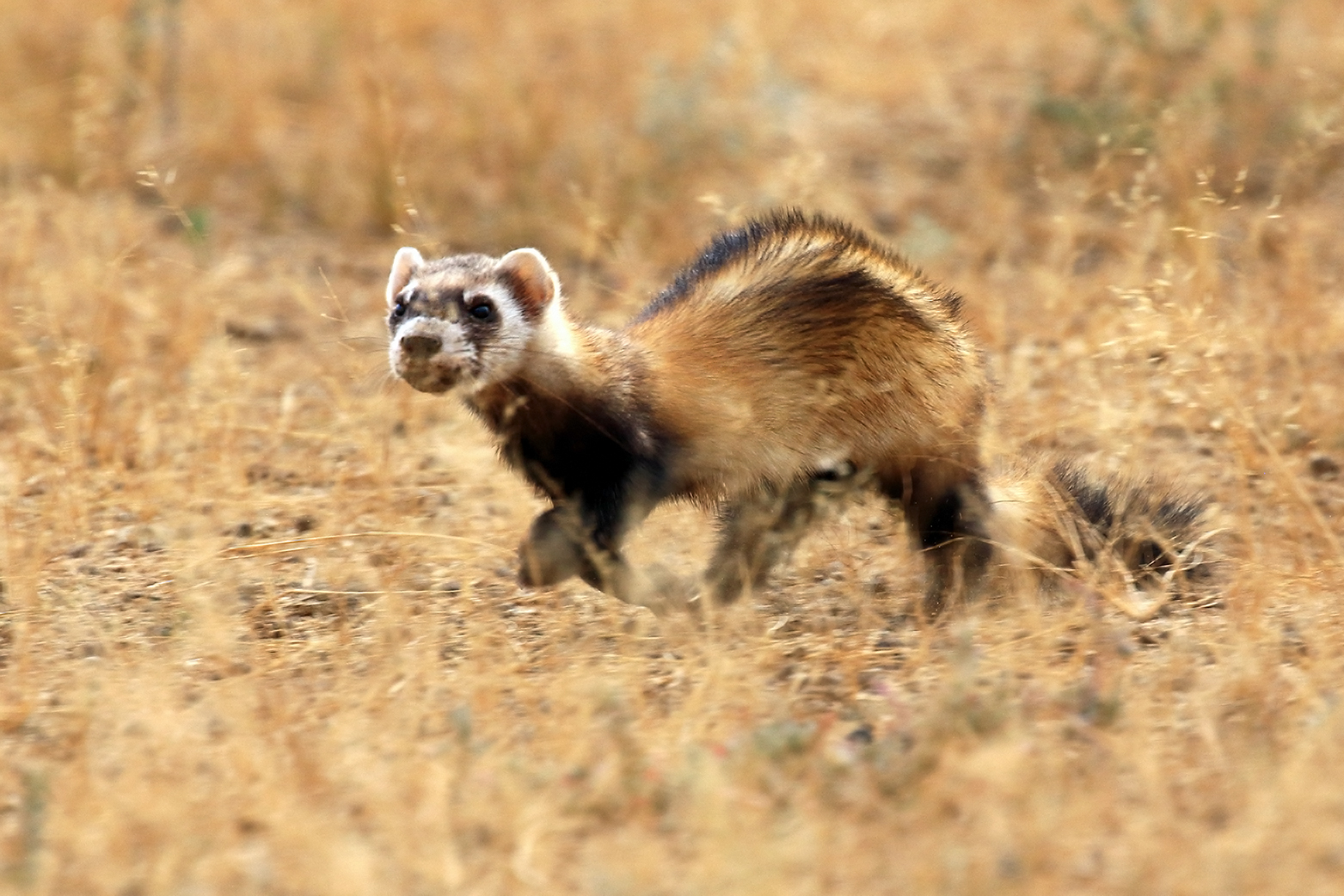
Steppeniltis
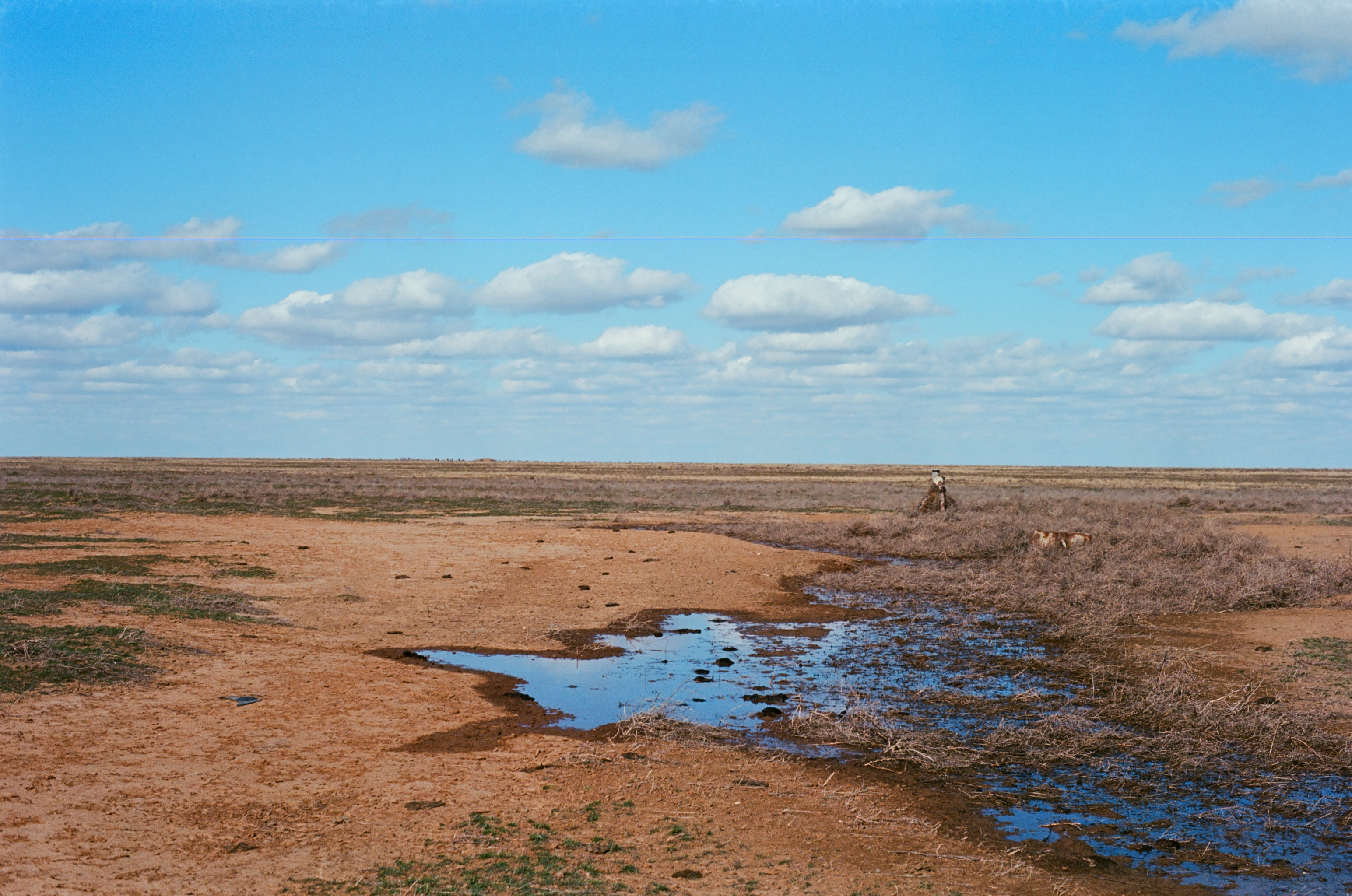
Artesischer Brunnen
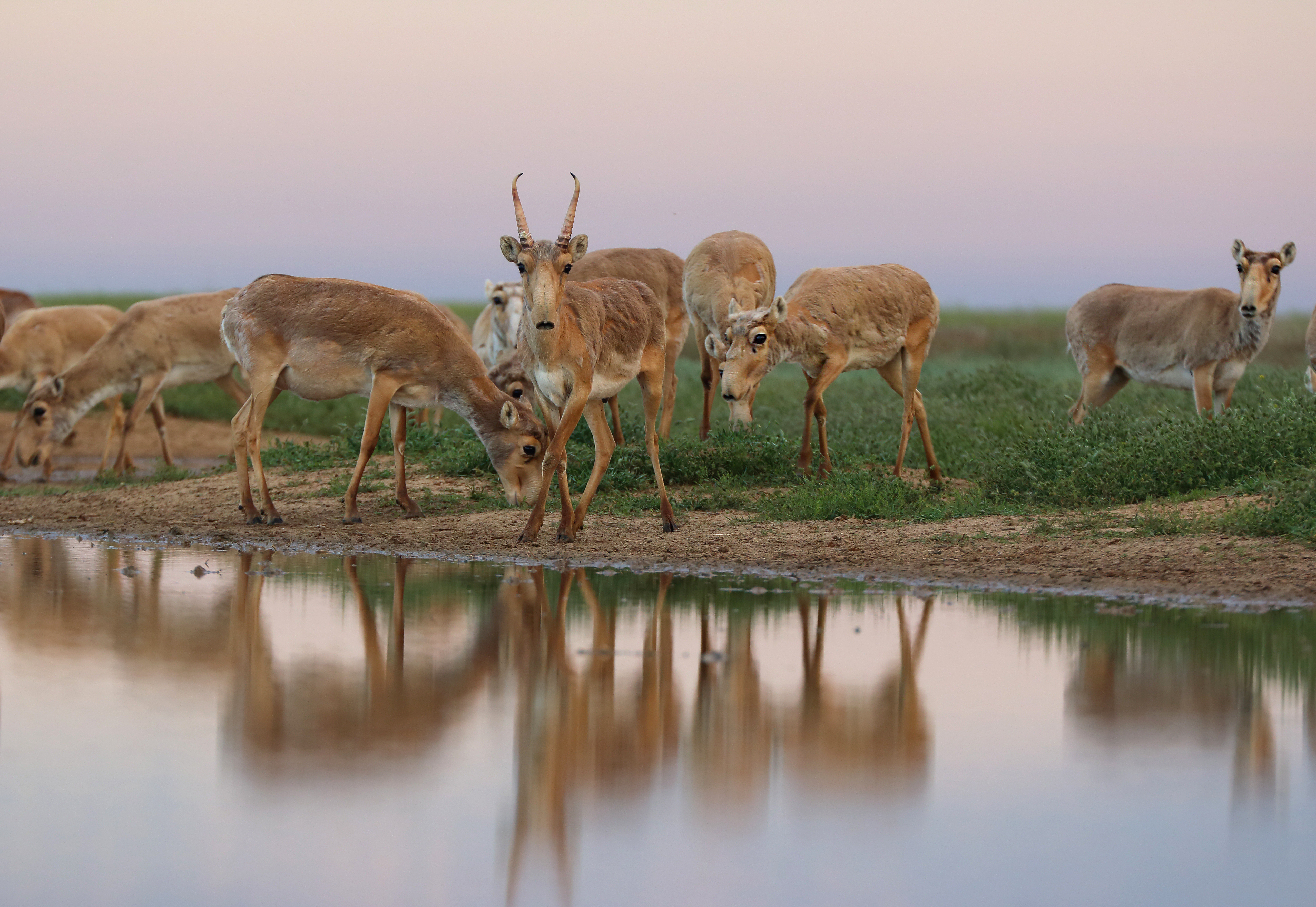
Saigas an Wasserstelle
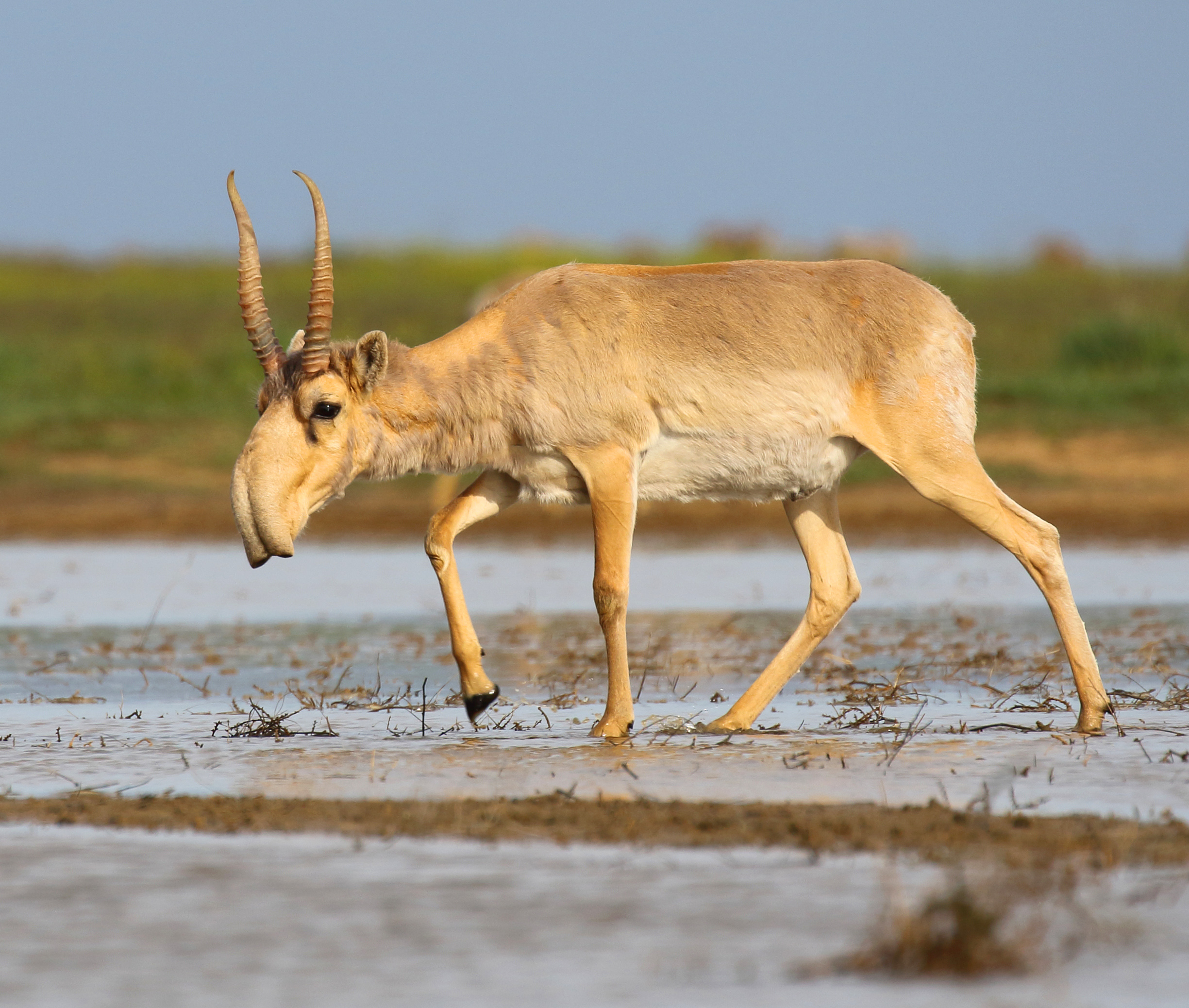
Saigamännchen